# Wing (sångerska)

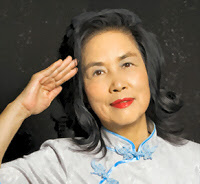
Wing

Wing Han Tsang (曾詠韓), känd som Wing, är en nyzeeländsk sångerska, ursprungligen från Hongkong. Hon är känd för sina säregna tolkningar av kända sånger. 
Hon började sjunga som hobby efter att ha emigrerat till Nya Zeeland, och började så småningom uppträda på sjukhus och sjukhem i sin hemstad Auckland. Hon skivdebuterade med Phantom of the Opera som bland annat innehåller titelsången från Andrew Lloyd Webbers musikal. Sedan har hon bland annat släppt skivor med covers av Abba, The Carpenters, The Beatles, Elvis Presley och AC/DC. Hon lanserades också på Internet på sin egen webbplats. En fiktiv version av Wing figurerar i avsnitt tre vid namnet Wing från nionde säsongen av den animerade TV-serien South Park, i vilket hon bland annat framför karaokeversioner av Abbas "Dancing Queen" och "Fernando".